# 북부간선도로

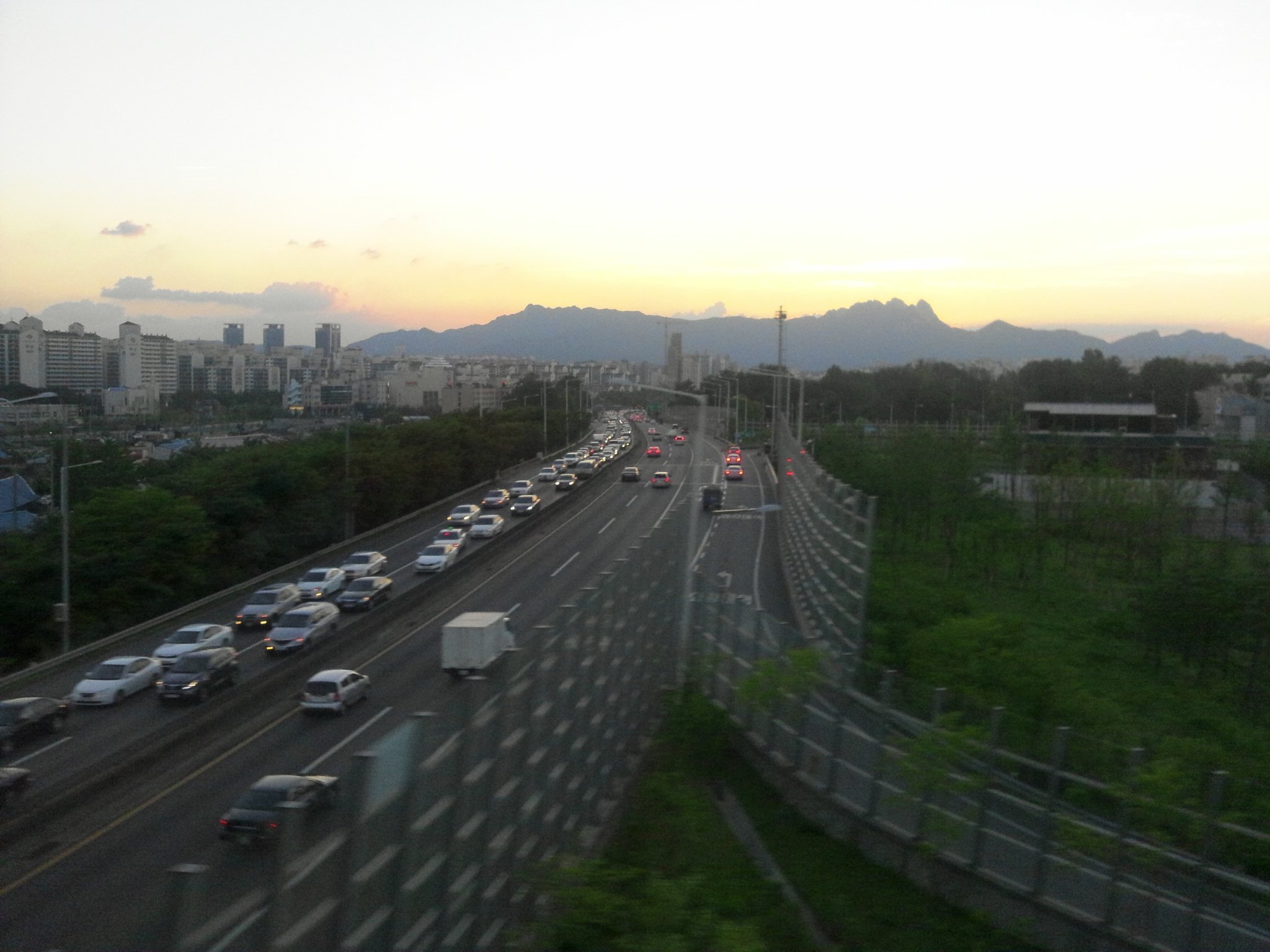
신내 나들목의 저녁 모습

북부간선도로(北部幹線道路)는 서울특별시 성북구 월곡동의 하월곡 분기점과 경기도 남양주시 일패동을 잇는 도시고속도로이다.
당초 북부간선도로는 성산대교 북단과 구리 나들목을 잇는 노선이었으나, 이후 성산대교 ~ 하월곡 분기점 구간을 내부순환로로 명명하면서 노선이 대폭 단축되었다. 이후 남양주시까지 연장되었다. 하월곡 분기점에서 내부순환로와 직결된다. 경기도 구간은 비공식적으로 태릉-구리 고속화도로라고도 하나 관련 도로관리청인 구리시와 남양주시에서는 이러한 명칭을 사용한 적이 없으며, 공식적으로는 북부간선도로라는 명칭만 사용한다.

## 연혁
- 1993년 : 신내 나들목 ~ 서울시계 1.7km 구간 개통
- 1996 ~ 1997년[1] : 구리 나들목 ~ 도농1교 1.2km 구간 개통
- 1997년 5월 10일 : 묵동 나들목 ~ 서울시계(중랑구 묵동 ~ 신내동) 3.12 km 구간을 자동차 전용도로로 지정[2]
- 1997년 6월 : 묵동 나들목 ~ 신내 나들목 1.4km 구간 및 서울시계 ~ 구리 나들목 2km 구간 개통[3]
- 2000 ~ 2001년[4] : 도농1교 ~ 국도 제6호선 접속부 2.7km 구간 개통
- 2002년 1월 16일 : 하월곡 분기점 ~ 묵동 나들목 5.17km 구간 개통[5]
- 2002년 3월 11일 : 하월곡 분기점 ~ 묵동 나들목(성북구 월곡동 ~ 중랑구 묵동) 5.175 km 구간을 자동차 전용도로로 지정[6]
- 2002년 5월 22일 : 하월곡 진출램프 개통[7]

## 경유지
서울특별시
- 성북구 - 노원구 - 중랑구

경기도
- 구리시 - 남양주시

## 노선
- 시설물
  - IC : 나들목(Interchange)
  - JC : 분기점(Junction)
  - BR : 교량(Bridge)
- (■) : 자동차 전용도로 구간

| 종류              | 이름              | 접속 노선                              | 소재지            | 소재지                       | 비고                                      |
| 내부순환로와 직결 | 내부순환로와 직결 | 내부순환로와 직결                      | 내부순환로와 직결 | 내부순환로와 직결            | 내부순환로와 직결                         |
| ----------------- | ----------------- | -------------------------------------- | ----------------- | ---------------------------- | ----------------------------------------- |
| JC                | 하월곡 분기점     | 내부순환로                             | 서울특별시        | 성북구                       | 길음 방면에서 분기                        |
| IC                | 하월곡 나들목     | 화랑로 월곡로                          | 서울특별시        | 성북구                       | 남양주 방면 진출 불가 서울 방면 진입 불가 |
| IC                | 월릉 나들목       | 동부간선도로                           | 서울특별시        | 성북구                       | 남양주 방면 진출 불가 서울 방면 진입 불가 |
| IC                | 묵동 나들목       | 화랑로 노원로                          | 서울특별시        | 중랑구                       | 남양주 방면 진출 불가 서울 방면 진입 불가 |
| BR                | 봉화교            |                                        | 서울특별시        | 중랑구                       |                                           |
| IC                | 신내 나들목       | 국도 제47호선 (경춘북로, 용마산로)     | 서울특별시        | 중랑구                       |                                           |
| IC                | 중랑 나들목       | 29호선 세종포천고속도로                | 서울특별시        | 중랑구                       |                                           |
| IS                | (지하차도)        | 인창2로                                | 구리시            | 인창동                       |                                           |
| IC                | 인창 나들목       | 인창1로                                | 구리시            | 인창동                       |                                           |
| IC                | 동창 나들목       | 국도 제43호선 국도 제46호선 (동구릉로) | 구리시            | 인창동                       | 남양주 방면 진입 불가 서울 방면 진출 불가 |
| IC                | 구리 나들목       | 100호선 수도권제1순환고속도로          | 구리시            | 인창동                       |                                           |
| BR                | 왕숙천교          |                                        | 구리시            | 인창동                       |                                           |
| BR                | 왕숙천교          | 남양주시                               | 다산동            |                              |                                           |
| IC                | (도농1교)         | 남양주시                               | 다산동            | 도농로                       |                                           |
| BR                | (도농2교)         | 남양주시                               | 다산동            |                              |                                           |
| IC                | (도농3교)         | 남양주시                               | 다산동            | 미금로189번길                | 남양주 방면 진입 불가 서울 방면 진출 불가 |
| IC                | (도농5교)         | 남양주시                               | 다산동            | 지방도 제383호선 (진관로)    | 남양주 방면만 진출 가능                   |
| IC                | 도농 나들목       | 남양주시                               | 다산동            | 국도 제6호선 (경강로) 경춘로 | 서울 방면 진출 불가                       |
| 경강로와 직결     |                   |                                        |                   |                              |                                           |

## 주의 사항
북부간선도로는 하월곡 분기점부터 구리시 시계까지는 자동차 전용도로로 지정되어 있다. 하월곡 분기점부터 묵동 나들목까지는 2002년 3월 21일부터, 묵동 나들목부터 구리시 시계까지는 1997년 5월 10일부터 지정되었다. 이 때문에 이 도로는 보행자와 자전거, 우마차와 손수레 등은 통행이 금지되어 있다. 이륜자동차(모터사이클 혹은 오토바이)는 긴급자동차로 지정된 이륜자동차(싸이카 및 소방용 모터사이클 등)에 한해 통행이 가능하며, 그 밖의 이륜자동차와 초소형 전기자동차, 농기계 등은 통행이 금지되어 있다. 또 내부순환로와 강남순환로, 올림픽대로와 마찬가지로 총중량 10톤 이상 또는 초과 화물자동차와 가스나 유류 유독물 농약 등의 위험물질 운반차량, 폭발물 운반차량과 건설기계 차량, 대형 트레일러 차량(대형 트랙터 트레일러 트럭 및 대형 풀카고 트럭 등)등도 통행이 제한되어 있다.

## 같이 보기
- 내부순환로